# Götz Loepelmann

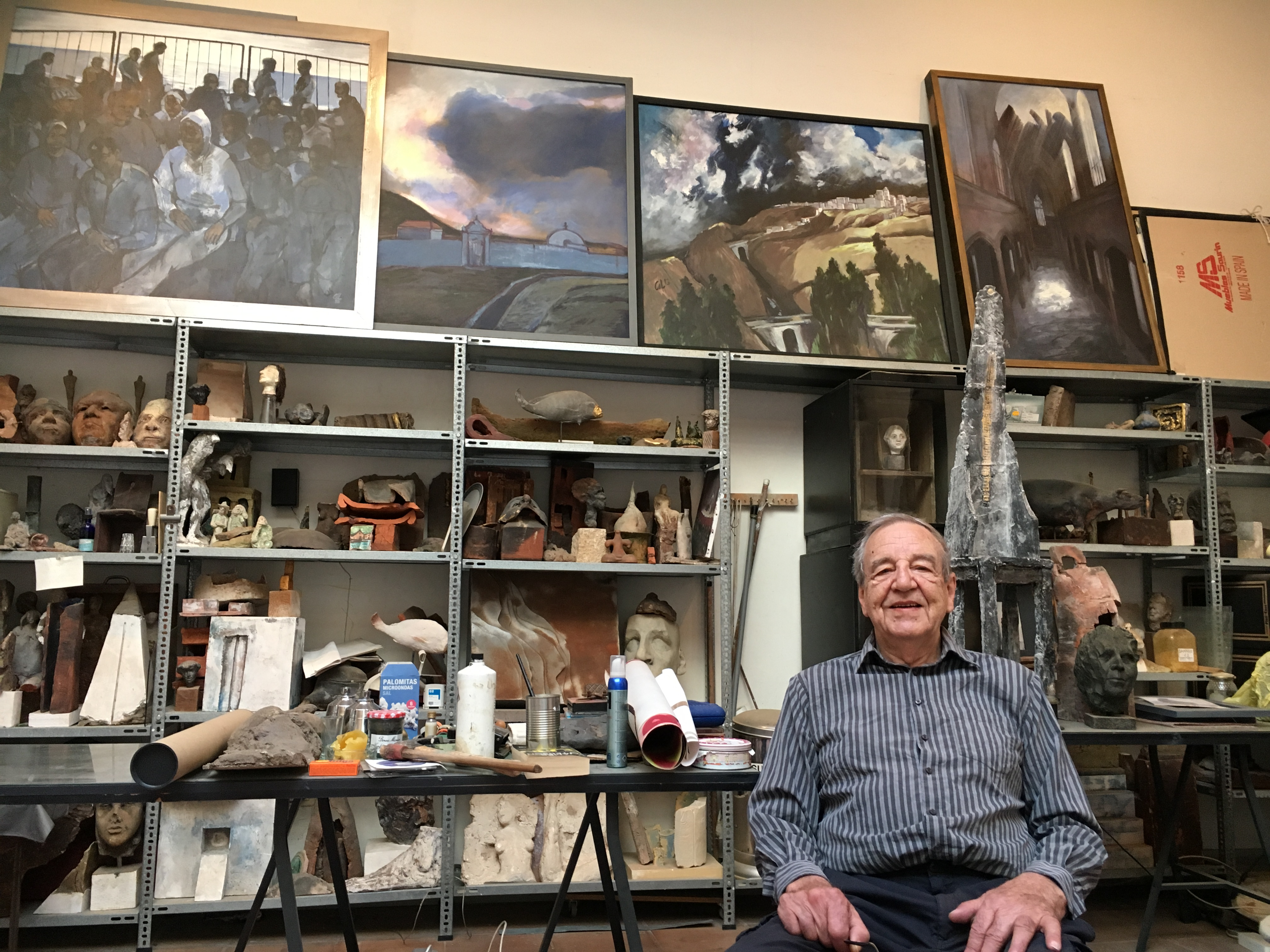
Götz Loepelmann am 10. April 2017 in seinem Atelier

Götz Loepelmann (* 24. Dezember 1930 in Berlin; † 31. August 2017 auf Teneriffa) war ein deutscher Maler, Bühnenbildner, Regisseur, Autor, Zeichner, Grafiker und Bildhauer.

## Leben
Götz Loepelmann wurde 1930 in Berlin-Mitte geboren und lebte bis 1960 in Berlin-Frohnau. Ursprünglich wurde sein Nachname Löpelmann (mit Umlaut) geschrieben, er wollte sich jedoch von seinem Vater Martin Löpelmann abgrenzen. Loepelmann studierte von 1950 bis 1954 an der Meisterschule für Kunsthandwerk (heute Hochschule für Bildende Künste) in Berlin. Ab 1955 war er als freischaffender Maler und Designer tätig.
Als Maler, Grafiker und Zeichner hat Götz Loepelmann seit den 1950er-Jahren ein umfangreiches Werk an Bildern und Plastiken geschaffen, das durch handwerkliche Fertigkeit sowie durch die Wahl seiner mythischen Motive (häufig Unterwelt) einen Künstler mit Tiefgründigkeit zeigt. Viele Bilder sind geprägt von einer mitleidenden Empathie für die Geschundenen und Misshandelten. Aber auch politische Motive aus allen Phasen, die Deutschland erlebt hat, sind immer wieder zu erkennen.
1961 zog er nach Hamburg. Hier entstanden mehrere Kinderbücher. Er arbeitete als Werbe- und Ausstellungsdesigner u. a. für die Volkswagen AG. 1969 begann Loepelmann damit, für die Stadt Hamburg Aufträge als Bildhauer anzunehmen.
Götz Loepelmann lehrte 1969/1970 als Gastdozent an der San Francisco State University.
In erster Ehe war er mit Rita Herms verheiratet, mit der er zwei Kinder bekam. Ab 1999 war Götz Loepelmann mit der Schauspielerin Grischa Huber verheiratet.
1990 baute er sich ein Atelier auf der Insel Teneriffa – „wegen des Lichts“, wie er sagte. 1991 emigrierte Götz Loepelmann endgültig auf die Kanareninsel, wo er lebte und arbeitete. Für größere Malereien verwandte er häufig statt Leinwänden die sehr belastbare Hartfaserplatte. Zuletzt arbeitete er an der Komplettierung seines Werkverzeichnisses. Im Sommer 2017 wurde Götz Loepelmann in das Archiv der Akademie der Künste in Berlin aufgenommen.
Götz Loepelmann starb am 31. August 2017 im Alter von 86 Jahren auf Teneriffa.

## Zusammenarbeit mit Peter Zadek

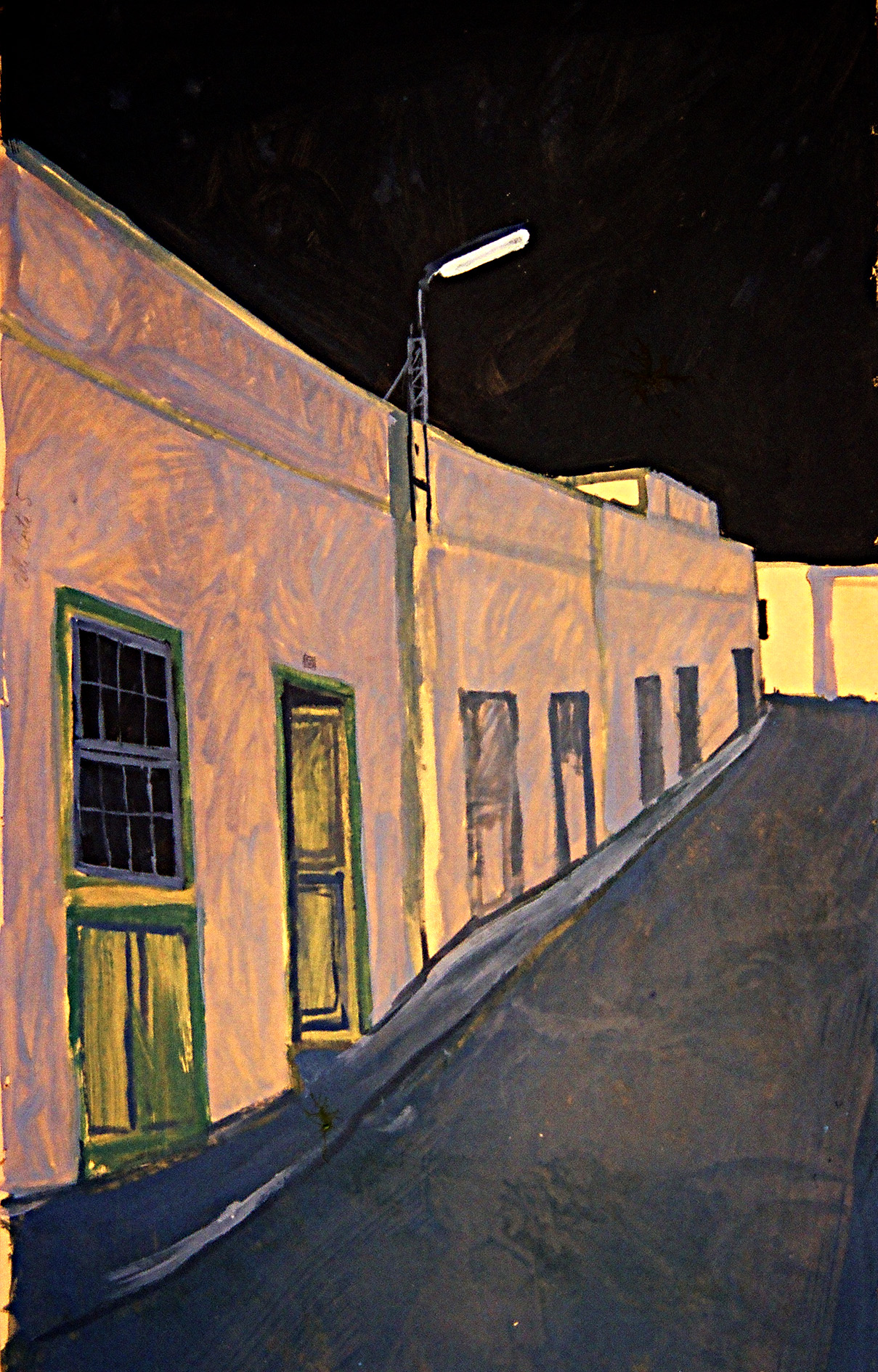
Calle Corta

1972 begann seine Laufbahn am Theater und es entstand eine Freundschaft mit Peter Zadek. Zunächst war er als Werbegrafiker für die Inszenierung von Kleiner Mann, was nun? durch Peter Zadek tätig.
Bereits 1973 erarbeitete er das Bühnenbild sowie die Ausstattung zu Die Möwe,
1974 ebenfalls Bühnenbild und Ausstattung zu Tankred Dorsts Eiszeit.
1977 verantwortete Götz Loepelmann die Ausstattung zu Henrik Ibsens Hedda Gabler,
1983 Bühnenbild und Ausstattung zu Baumeister Solness, ebenfalls von Ibsen, und
1991 schließlich die Bühne für Wenn wir Toten erwachen von Ibsen.

## Bühnenbilder
- 1976: Bühnenbild zu Die große Zenobia von Pedro Calderón de la Barca, Regie: Augusto Fernandes; Schauspielhaus Bochum.
- 1979: Die Perle, Theater am Goetheplatz, Bremen.
- 1988: Don Giovanni, Het Muziektheater Amsterdam.
- 1994: Wie Dilldapp nach dem Riesen ging von Tankred Dorst, Deutsches Schauspielhaus, Hamburg.
- 1997: Urfaust von J. W. von Goethe, in der Übersetzung von Miguel Saenz am Teatro de la Abadia Madrid.[2]
- 1998: Emil und die Detektive von Erich Kästner, Deutsches Schauspielhaus, Hamburg.
- 2002: Die Dreigroschenoper von Bert Brecht, Regie Uli Waller, St.-Pauli-Theater Hamburg.
- 2004: Idyllen von Ernst Jandl mit der Theatertruppe „Meine Damen und Herren“, Regie Adelheid Müther, Kampnagelfabrik Hamburg.
- 2005: Peterchens Mondfahrt von Gerdt von Bassewitz, St.-Pauli-Theater Hamburg.
- 2006: Süßer Vogel Jugend unter der Regie von Adelheid Müther, Ernst-Deutsch-Theater Hamburg.

## Regie

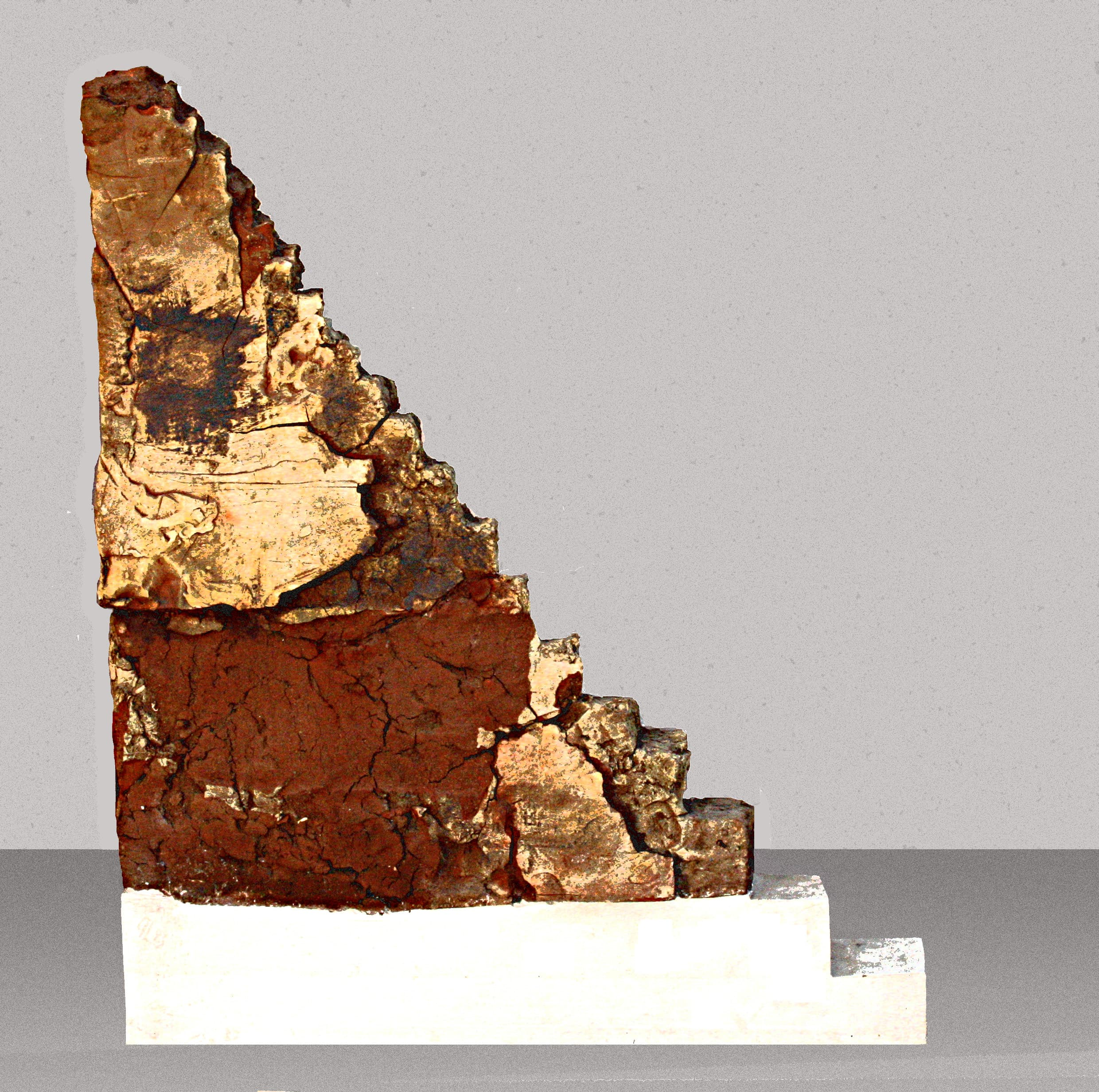
„Treppe geplatzt“

- 1973: Darwins Reise, Schauspielhaus Bochum (Regie, Text, Ausstattung).
- 1979: Die Perle, Theater am Goetheplatz, Bremen.
- 1985: Pünktchen und Anton, Schauspielhaus Bochum.
- 1994: Wie Dilldapp nach dem Riesen ging von Tankred Dorst, Deutsches Schauspielhaus, Hamburg.
- 1997: Urfaust nach J. W. von Goethe, in der Übersetzung von Miguel Saenz am Teatro de la Abadia Madrid.
- 1998: Emil und die Detektive von Erich Kästner, Deutsches Schauspielhaus Hamburg.
- 2001: Das klingende Haus, Dorothea Renckhoff, Deutsches Schauspielhaus, Hamburg.
- 2005: Peterchens Mondfahrt von Gerdt von Bassewitz, St.-Pauli-Theater Hamburg.

## Bücher und Theaterstücke
- Tatü Tata, Kinderbuch. Stalling Verlag, 1960.
- Das Waldröschen oder die Verfolgung rund um die Erde: ein melodramatischer Bilderbogen von Karl May. Bearbeitet von Götz Loepelmann u. Astrid Fischer-Windorf. Mit Figurinen von Erika Landertinger. Olms, Hildesheim, New York 1977.
- Die Perle – ein Stück nach einem chinesischen Märchen für Kinder. Bauer, Berlin 1982.
- Der 35. Mai oder Konrad reitet in die Südsee / Erich Kästner. Bearb. von Götz Loepelmann und Dagmar Leding. Verlag für Kindertheater, Hamburg, 1990.
- Darwins Reise: ein Bilderbogen für Jung und Alt. Bauer, Berlin 1994.
- Bladder, the naked dog, Skeleton Barbie and the Poet (dt. Blase, der nackte Hund), Theaterstück / Kinderbuch; deutsch/englisch, Text und Illustrationen Götz Loepelmann, 1995.
- Pajaro de Verano – Sommervogel, die Geschichte eines Schmetterlings, Kinderbuch, spanisch, Text und Illustrationen Götz Loepelmann. Ayuntamiento de San Miguel 1997.
- Der kleine dicke Prinz oder wie man Machos züchtet. Illustriertes Kinderbuch, deutsch / spanisch, in Zusammenarbeit mit Elvira Holguin, 2006.
- Unterwegs. Wege nach Santiago, Wege zum Glück mit 80 S/W-Fotografien / Katharina John. hey! publishing Verlag, München 2013.